# 2001年の相撲
2001年の相撲（2001ねんのすもう）は、2001年の相撲関係のできごとについて述べる。

## 大相撲

### できごと
- 1月、横綱曙引退、年寄曙承認。横審委員長に渡邊恒雄が就任。年寄小野川（元前頭6枚目蜂矢）死去、50歳。
- 2月、第2新弟子検査が初めて行われ、167cm、67kgの志願者が運動能力テストを受けた。
- 5月、翌年度の巡業より広告代理店の協力抜きで、協会の自主興行に決定。元前頭筆頭敷島引退、準年寄敷島承認。5月場所6日目、琴光喜-武双山戦は23年ぶりに水入り、2番後取り直し。千秋楽、優勝した貴乃花に小泉純一郎首相が内閣総理大臣杯を手渡しした。2003年度から巡業を、各地の勧進元に興行権を売る「売り興業」に戻すことを決定。
- 7月、7月場所の十両優勝決定戦は史上最多8人の優勝決定戦となり、9勝6敗で武雄山が勝ち抜いた。
- 10月、元小結智乃花引退、準年寄智乃花承認。
- 11月、11月場所後の番付編成会議で栃東の大関昇進決定。31代式守伊之助が30代木村庄之助に、木村庄三郎が32代式守伊之助に昇格。
- 12月、元前頭2枚目朝乃翔引退、準年寄朝乃翔承認。

### 本場所

#### 一月場所（初場所）
両国国技館（東京都）を会場に、初日の1月7日（日）から千秋楽の1月21日（日）までの15日間開催された。
| タイトル     | タイトル     | 人物（所属部屋 出身地） - 成績                                                          |
| ------------ | ------------ | --------------------------------------------------------------------------------------- |
| 幕内最高優勝 | 幕内最高優勝 | 貴乃花光司（二子山部屋 東京都中野区出身） - 14勝1敗（14場所ぶり21回目） ※優勝決定戦勝利 |
| 三賞         | 殊勲賞       | 若の里忍（鳴戸部屋 青森県弘前市出身） - 10勝5敗（2場所連続2回目）                       |
| 三賞         | 敢闘賞       | 和歌乃山洋（武蔵川部屋 和歌山県御坊市出身） - 9勝6敗（初受賞）                          |
| 三賞         | 技能賞       | 栃乃洋泰一（春日野部屋 石川県七尾市出身） - 9勝6敗（初受賞）                            |
| 十両優勝     | 十両優勝     | 玉ノ洋新（片男波部屋 福島県西白河郡泉崎村出身） - 12勝3敗                               |

#### 三月場所（春場所、大阪場所）
大阪府立体育会館（大阪市）を会場に、初日の3月11日（日）から千秋楽の3月25日（日）までの15日間開催された。
| タイトル     | タイトル     | 人物（所属部屋 出身地） - 成績                                                                                                  |
| ------------ | ------------ | --- |
| 幕内最高優勝 | 幕内最高優勝 | 魁皇博之（友綱部屋 福岡県直方市出身） - 13勝2敗（5場所ぶり2回目）                                                               |
| 三賞         | 殊勲賞       | 栃乃洋泰一（春日野部屋 石川県七尾市出身） - 8勝7敗（初受賞） 栃東大裕（玉ノ井部屋 東京都足立区出身） - 9勝6敗（9場所ぶり3回目） |
| 三賞         | 敢闘賞       | 玉乃島新（片男波部屋 福島県西白河郡泉崎村出身） - 11勝4敗（初受賞）                                                             |
| 三賞         | 技能賞       | 琴光喜啓司（佐渡ヶ嶽部屋 愛知県岡崎市出身） - 10勝5敗（2場所ぶり2回目）                                                         |
| 十両優勝     | 十両優勝     | 若孜浩気（松ヶ根部屋 和歌山県和歌山市出身） - 10勝5敗 ※優勝決定戦勝利                                                           |

#### 五月場所（夏場所）
両国国技館（東京都）を会場に、初日の5月13日（日）から千秋楽の5月27日（日）までの15日間開催された。
| タイトル     | タイトル     | 人物（所属部屋 出身地） - 成績                                                         |
| ------------ | ------------ | -------------------------------------------------------------------------------------- |
| 幕内最高優勝 | 幕内最高優勝 | 貴乃花光司（二子山部屋 東京都中野区出身） - 13勝2敗（2場所ぶり22回目） ※優勝決定戦勝利 |
| 三賞         | 殊勲賞       | 朝青龍明徳（若松部屋 モンゴル・ウランバートル出身） - 8勝7敗（初受賞）                 |
| 三賞         | 敢闘賞       | 該当者なし                                                                             |
| 三賞         | 技能賞       | 琴光喜啓司（佐渡ヶ嶽部屋 愛知県岡崎市出身） - 9勝6敗（2場所連続3回目）                 |
| 十両優勝     | 十両優勝     | 北桜英敏（北の湖部屋 広島県広島市安佐北区出身） - 13勝2敗                              |

#### 七月場所（名古屋場所）
愛知県体育館（名古屋市）を会場に、初日の7月8日（日）から千秋楽の7月22日（日）までの15日間開催された。
| タイトル     | タイトル     | 人物（所属部屋 出身地） - 成績 |
| ------------ | ------------ | --- |
| 幕内最高優勝 | 幕内最高優勝 | 魁皇博之（友綱部屋 福岡県直方市出身） - 13勝2敗（2場所ぶり3回目）                                                                 |
| 三賞         | 殊勲賞       | 若の里忍（鳴戸部屋 青森県弘前市出身） - 9勝6敗（3場所ぶり3回目）                                                                  |
| 三賞         | 敢闘賞       | 玉乃島新（片男波部屋 福島県西白河郡泉崎村出身） - 12勝3敗（2場所ぶり2回目）                                                       |
| 三賞         | 技能賞       | 栃東大裕（玉ノ井部屋 東京都足立区出身） - 10勝5敗（6場所ぶり6回目） 時津海正博（時津風部屋 長崎県福江市出身） - 11勝4敗（初受賞） |
| 十両優勝     | 十両優勝     | 武雄山喬義（武蔵川部屋 愛知県豊橋市出身） - 9勝6敗 ※優勝決定戦勝利                                                                |

#### 九月場所（秋場所）
両国国技館（東京都）を会場に、初日の9月9日（日）から千秋楽の9月23日（日）までの15日間開催された。
| タイトル     | タイトル     | 人物（所属部屋 出身地） - 成績 |
| ------------ | ------------ | --- |
| 幕内最高優勝 | 幕内最高優勝 | 琴光喜啓司（佐渡ヶ嶽部屋 愛知県岡崎市出身） - 13勝2敗（初優勝）                                                                           |
| 三賞         | 殊勲賞       | 琴光喜啓司（佐渡ヶ嶽部屋 愛知県岡崎市出身） - 13勝2敗（5場所ぶり2回目）                                                                   |
| 三賞         | 敢闘賞       | 朝青龍明徳（若松部屋 モンゴル・ウランバートル出身） - 10勝5敗（初受賞）                                                                   |
| 三賞         | 技能賞       | 琴光喜啓司（佐渡ヶ嶽部屋 愛知県岡崎市出身） - 13勝2敗（2場所ぶり4回目） 海鵬涼至（八角部屋 青森県西津軽郡深浦町出身） - 10勝5敗（初受賞） |
| 十両優勝     | 十両優勝     | 蒼樹山秀輝（時津風部屋 滋賀県彦根市出身） - 12勝3敗 ※優勝決定戦勝利                                                                       |

#### 十一月場所（九州場所）
福岡国際センター（福岡市）を会場に、初日の11月11日（日）から千秋楽の11月25日（日）までの15日間開催された。
| タイトル     | タイトル     | 人物（所属部屋 出身地） - 成績 |
| ------------ | ------------ | --- |
| 幕内最高優勝 | 幕内最高優勝 | 武蔵丸光洋（武蔵川部屋 アメリカ合衆国ハワイ州オアフ島出身） - 13勝2敗（7場所ぶり9回目） |
| 三賞         | 殊勲賞       | 該当者なし |
| 三賞         | 敢闘賞       | 朝青龍明徳（若松部屋 モンゴル・ウランバートル出身） - 10勝5敗（2場所連続2回目） 若の里忍（鳴戸部屋 青森県弘前市出身） - 10勝5敗（7場所ぶり3回目） 武雄山喬義（武蔵川部屋 愛知県豊橋市出身） - 10勝5敗（初受賞） |
| 三賞         | 技能賞       | 栃東大裕（玉ノ井部屋 東京都足立区出身） - 12勝3敗（2場所ぶり7回目） |
| 十両優勝     | 十両優勝     | 大碇剛（伊勢ノ海部屋 京都府京都市西京区出身） - 11勝4敗 |

### 受賞
- 年間最優秀力士賞・年間最多勝：武蔵丸光洋（73勝17敗）

### 新弟子検査合格者
| 場所     | 主な合格者                   | 四股名       | 最高位     | 最終場所       | 備考             |
| -------- | ---------------------------- | ------------ | ---------- | -------------- | ---------------- |
| 1月場所  | ダワーニャム・ビャンバドルジ | 日馬富士公平 | 第70代横綱 | 2017年11月場所 |                  |
| 3月場所  | ムンフバト・ダヴァジャルガル | 白鵬翔       | 第69代横綱 | 2021年9月場所  |                  |
| 3月場所  | ダグダンドルジ・ニャマスレン | 翔天狼大士   | 前頭2枚目  | 2017年11月場所 |                  |
| 3月場所  | ガンボルド・バザルサド       | 猛虎浪栄     | 前頭6枚目  | 2011年1月場所  |                  |
| 3月場所  | 宮本一輝                     | 剣武輝希     | 前頭16枚目 | 2012年3月場所  |                  |
| 3月場所  | 林英明                       | 北勝国英明   | 十両6枚目  | 2013年1月場所  |                  |
| 3月場所  | ダワードルジ・オンドラハ     | 大勇武龍泉   | 十両10枚目 | 2010年7月場所  |                  |
| 3月場所  | エンフバートル・バヤルバト   | 千昇秀貴     | 十両14枚目 | 2015年1月場所  |                  |
| 5月場所  | ツァグリア・メラブ・レヴァン | 黒海太       | 小結       | 2012年9月場所  |                  |
| 5月場所  | 村田武志                     | 華王錦武志   | 十両6枚目  | 2021年3月場所  |                  |
| 7月場所  |                              |              |            |                |                  |
| 9月場所  | 垣添徹                       | 垣添徹       | 小結       | 2012年3月場所  | 幕下15枚目格付出 |
| 11月場所 | マンガラジャラブ・アナンダ   | 鶴竜力三郎   | 第71代横綱 | 2021年3月場所  |                  |
| 11月場所 | パヴェル・ボヤル             | 隆の山俊太郎 | 前頭12枚目 | 2014年7月場所  |                  |

### 引退
| 場所     | 主な引退力士 | 最高位     | 初土俵                            | 備考           |
| -------- | ------------ | ---------- | --------------------------------- | -------------- |
| 1月場所  | 曙太郎       | 第64代横綱 | 1988年3月場所                     | 年寄「曙」襲名 |
| 1月場所  | 安芸乃州賢二 | 前頭9枚目  | 1984年9月場所                     |                |
| 1月場所  | 栃乃藤達之   | 前頭11枚目 | 1985年3月場所                     | 若者頭就任     |
| 1月場所  | 北勝光康仁   | 十両10枚目 | 1995年1月場所                     |                |
| 1月場所  | 玄海桃太郎   | 十両12枚目 | 1984年3月場所                     |                |
| 1月場所  | 梅乃里昭二   | 十両13枚目 | 1980年3月場所                     |                |
| 3月場所  | 大飛翔誠志   | 前頭10枚目 | 1992年9月場所                     |                |
| 5月場所  | 敷島勝盛     | 前頭筆頭   | 1989年1月場所                     | 準年寄就任     |
| 5月場所  | 大殿英武     | 十両13枚目 | 1986年9月場所                     |                |
| 7月場所  |              |            |                                   |                |
| 9月場所  |              |            |                                   |                |
| 11月場所 | 智乃花伸哉   | 小結       | 1992年3月場所（幕下最下位格付出） | 準年寄就任     |

#### 引退相撲興行
- 1月28日 - 巌雄引退断髪式披露大相撲（両国国技館）
- 6月2日 - 琴錦引退断髪式披露大相撲（両国国技館）
- 6月3日 - 北勝鬨引退勝ノ浦襲名披露大相撲（両国国技館）
- 6月9日 - 水戸泉引退錦戸襲名披露大相撲（両国国技館）
- 9月29日 - 曙引退披露大相撲（両国国技館）

## 誕生
- 5月12日 - 欧勝海成矢（現役力士、所属：鳴戸部屋）
- 6月25日 - 草野直哉（現役力士、所属：伊勢ヶ濱部屋）[13]
- 9月18日 - 夢道鵬幸成（現役力士、所属：大嶽部屋）
- 11月12日 - 北青鵬治（最高位：前頭6枚目、所属：宮城野部屋）[14]
- 12月13日 - 三田大生（現役力士、所属：二子山部屋）

## 死去
- 1月17日 - 若葉山貞雄（最高位：小結、所属：双葉山道場→時津風部屋、* 1922年【大正11年】）[15]
- 1月27日 - 蜂矢敏行（最高位：前頭6枚目、所属：春日野部屋、年寄：小野川、* 1950年【昭和25年】）[16]
- 3月28日 - 天津灘福一（最高位：前頭18枚目、所属：二所ノ関部屋、* 1932年【昭和7年】）[17]
- 3月31日 - 栃王山裕規（最高位：前頭筆頭、所属：春日野部屋、* 1943年【昭和18年】）[18]
- 8月22日 - 磐石博文（最高位：十両8枚目、所属：朝日山部屋、* 1948年【昭和23年】）
- 8月31日 - 松恵山邦治（最高位：十両17枚目、所属：立浪部屋、* 1929年【昭和4年】）[19]
- 12月14日 - 伊勢錦貫二郎（最高位：十両12枚目、所属：高嶋部屋、* 1929年【昭和4年】）

## その他
- わんぱく相撲入間大会小学2年生女子団体戦で朝日奈央が参加したチームが優勝[20]。